# Ruine Schopflen
Die Ruine Schopflen ist die Ruine einer mittelalterlichen Wasserburg in der Gemeinde Reichenau im Landkreis Konstanz in Baden-Württemberg.

## Geographie
Die Burgruine Schopflen befindet sich im Osten der Bodenseeinsel Reichenau, am Ende des durch den sieben Meter breiten Burggraben von der Insel abgetrennten Areals. Sie liegt im westlichen Abschnitt und auf der südlichen Seite der Pyramidenpappelallee (Pirminstraße bzw. Landesstraße L 221 Konstanz-Reichenau), die heute den Reichenauer Damm säumt, auf einer Höhe von 397,4 Metern, und damit rund 2,5 Meter höher als der Seespiegel des Untersees (394,93 Meter). Ursprünglich war das Wehrbauwerk nur über einen schmalen Flachwasserbereich zugänglich und war ansonsten von tieferem Wasser umgeben. Erst bei der Aufschüttung des Reichenauer Damms im Jahr 1838 direkt in der Achse der Burg wurde der einstige Wehrturm direkt vom Land aus zugänglich.
Die Burg hatte einen Grundriss von 31 Meter Länge in Ost-West-Ausdehnung (entlang der heutigen Allee) und 19 Metern Breite. Das noch erhaltene Mauerwerk ist heute noch bis zu neun Meter hoch, wobei die noch gut erkennbaren Schießscharten erkennen lassen, dass die Außenmauer des Wehrgebäudes ursprünglich noch 1,5 – 2,5 m höher war und vom umgebenden Wasserspiegel gemessen daher zumindest etwa 13 – 15 m hoch war. Außerdem besaß der Turm einst noch einen umlaufenden (mit Lehm verputzten) hölzernen Wehrgang über der Wehrmauer, der wohl gedeckt und auskragend gestaltet war.

## Geschichte
Die ersten Bauten der Wasserburg gehen ins 11. Jahrhundert zurück. Die Burg wurde von den Äbten des Klosters Reichenau erbaut (Abt Konrad von Zimmern), um die Untiefe zwischen der Insel und dem Festland bei Niedrigwasser zu sichern, und war von 1260 bis 1294 ihr Sitz. 1312 wurde der zweigeschossige Burgbau von Abt Diethelm von Castell neu erbaut und 1366 im so genannten „Konstanzer Fischerkrieg“ zerstört. Die Reichenauer hatten einem Konstanzer Fischer wegen Fischwilderei die Augen ausstechen lassen, was im Konstanzer Rat für Empörung sorgte und mit einem kriegerischen Angriff auf die Insel beantwortet wurde, bei dem auch die Burg zerstört wurde. Es war der Beginn einer jahrelangen gewalttätigen Fehde zwischen den Konstanzern und der Familie derer von Brandis, die damals sowohl den Konstanzer Bischof, als auch den Reichenauer Abt und weitere Prälaten stellte.

## Heutiger Zustand und Nutzung
Von dem zweigeschossigen Bau der ehemaligen Burganlage sind die imposanten etwa zehn Meter hohen und 2,5 Meter starken Mauern erhalten. Im Inneren des Mauergevierts hat der Naturschutzbund NABU eine Beobachtungsplattform der Vogelwarte Radolfzell einbauen lassen.